# Консерватизм
Консервати́зм (фр. conservatisme, від лат. conservo — «охороняю», «зберігаю») — визначення ідейно-політичних, ідеологічних і культурних течій, що спираються на ідею традиції та спадкоємність у соціальному та культурному житті. Для консерватизму характерні прихильність до усталених соціальних систем і норм, «скептичне» сприйняття ідей соціальної рівності, неприйняття революцій та радикальних реформ, обстоювання еволюційного органічного, максимально поміркованого розвитку. Ідеологічно консерватизм протистоїть як лібералізму, так і соціалізму.
Консерватизм — це культурна, соціальна та політична філософія, яка прагне сприяти та зберігати традиційні інститути, практики та цінності.  Основні принципи консерватизму можуть відрізнятися залежно від культури та цивілізації, в яких він з’являється.
Вперше термін «консерватизм» вжив у 1818 році французький політик Франсуа-Рене де Шатобріан. У західній політиці консерватизмом часто називають школу мислення, започатковану Едмундом Берком, Бональдом та подібними мислителями.
Погляди консервативних партій у світі дуже різні. Основними консервативними політичними силами в своїх країнах вважаються ліберально-демократична партія Японії, Республіканська партія США, Консервативна партія Великої Британії, Ліберальна партія Австралії. Світогляд і політика всіх цих партій сильно різняться.

## Історія західного консерватизму

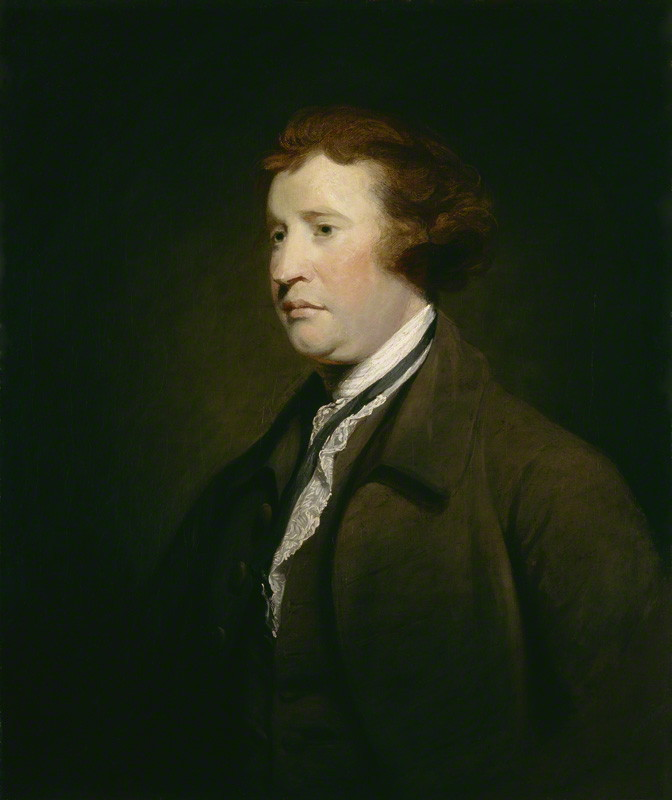
Едмунд Берк вважається першим ідеологом консерватизму

У всі часи існували ідеї, які можна назвати консервативними, але тільки починаючи з Просвітництва і реакції на Французьку революцію 1789 року, консерватизм виріс у виразний політичний напрямок. Хоча консерватизм можна прослідкувати в глибину віків до часів англійської Реформації, особливо до робіт англіканського теолога Річарда Гукера, саме полемічні «Роздуми про революцію» Едмунда Берка допомогли консерватизму оформитися як способу мислення.
Едмунд Берк підтримував Американську революцію, але виступав проти Французької революції, вважаючи її надто насильницькою і хаотичною. Класична консервативна позиція Берка наполягала на тому, що у консерватизму немає ідеології в сенсі утопічної програми, плану перетворення суспільства. Такі погляди Берка були відповіддю на ідеал Просвітництва про суспільство на засадах абстрактної розумної моделі.
Він випередив критику модернізму, назву якому дав наприкінці 19-го століття нідерландський релігійний консерватор Абрахам Койпер.
Берк говорив, що в деяких людей більше розуму, ніж у інших, тому деякі люди утворять кращий уряд, ніж інші. Правильне формування уряду залежить не від абстракцій, таких як раціональний розум, а від історично зумовленого розвитку держави, поступу на основі досвіду й збереження інших важливих суспільних інститутів, таких як родина й церква. Він доводив, що традиція базується на мудрості багатьох поколінь і пройшла випробування часом, тоді як раціональний розум може бути маскою, за якою приховуються уподобання однієї людини, а в найкращому разі представляє тільки невипробувану мудрість одного покоління.
Однак Берк писав, що держава, нездатна до змін, не здатна й до збереження. Берк наполягав на тому, що подальші зміни будуть радше органічними, ніж революційними. Спроба змінити складну мережу людських взаємовідносин, які складають канву людського суспільства, заради доктрини чи теорії ризикує наткнутися на залізний закон «мимовільних наслідків».
На західний консерватизм вплинули також роботи представника контрпросвітництва Жозефа де Местра, який відстоював відновлення спадкової монархії, вважаючи її встановленою Богом інституцією, та за авторитет Папи Римського. Він також захищав принцип ієрархічної влади, що його намагалася знищити революція. В 1819 році Местр опублікував свій головний твір «Du Pape» («Про Папу»). Книга розділена на чотири частини. В першій він відстоює думку, що в справах церкви найвищим авторитетом є папа й що головною характеристикою найвищого авторитету є те, що його рішення не повинні переглядатися. Тож папа безгрішний в своїх повчаннях, бо саме через повчання реалізується його найвищий авторитет. В інших частинах книги Местр розглядає стосунки папи та світської влади, проблеми цивілізації та добробуту народів та схизматичні церкви. Він говорить, що народи потребують захисту від кривди з боку вищого за інші авторитету, й таким авторитетом повинен бути папа, історичний рятівник і творець європейської цивілізації.
Консерватори виступають за право власності. У економічних питаннях вони зазвичай ліберали, погляди яких виходять із класичного лібералізму Адама Сміта. Дехто із консерваторів прагне до модифікованого вільного ринку, наприклад до американської системи, ордолібералізму або національної системи Фрідріха Ліста. Ці погляди відрізняються від строгого laissez-faire тим, що у них державі відводиться роль підтримувати конкуренцію, водночас захищаючи національні інтереси, національне суспільство та ідентичність.
Більшість консерваторів сильно підтримують суверенітет своїх держав, патріотично ідентифікуючись із своїми народами. Націоналістичні сепаратистські рухи можуть бути водночас радикальними та консервативними.

## Форми консерватизму

### Культурний консерватизм
Культурний консерватизм є світоглядом, який надає великого значення збереженню культурної спадщини нації чи сукупності народів, як, наприклад, у випадку західної культури чи китайської цивілізації. Культурні консерватори намагаються пристосувати до сучасного життя норми минулого. Ідеали можуть бути романтичні, як, наприклад, в антиметричного руху, який протестує проти запровадження метричної системи мір. Вони можуть бути також інституційними, як, наприклад, відстоювання капіталізму, відокремлення церкви від держави чи влада закону.
Сюди належить також соціальний консерватизм, який виступає за збереження деяких моральних норм та звичаїв. Подекуди у світі вважається аморальним для жінки показувати надто багато оголеного тіла чи обличчя, і так далі.
Культурні консерватори зазвичай твердять, що старі інституції й старі порядки пристосувалися з часом до відповідного місця й увійшли у відповідну культуру, а тому повинні бути збереженими. Стверджується також, що люди мають право на власні культурні норми, власну мову й традиції.

### Релігійний консерватизм
Релігійні консерватори намагаються застосувати у політиці ідеологічні вчення, а часом і вплинути на закони. Релігійний консерватизм часто перебуває в конфлікті із тим сучасним культурним середовищем, в якому живуть віруючі. Нерідко релігійні консерватори закликають до повернення до першооснов і засуджують реалії сучасного життя, вбачаючи в ньому корупцію, гріховність та єресь. Як приклад можна навести радикальних реформаторів часів протестантської Реформації, реставраціоналізм XIX століття й чимало сучасних релігійних течій.

### Ліберальний консерватизм
Ліберальний консерватизм є варіантом консерватизму, який об'єднує консервативні цінності та політику із певним нахилом до лібералізму. Терміни консерватизм та лібералізм мали різні значення у різні часи й у різних країнах, тож і ліберальний консерватизм теж має широкий спектр значень. Історично цей термін використовували для позначення поглядів, які поєднували економічний лібералізм, що відповідав ринковому принципу laissez-faire, та класичного консервативного потягу до збереження традицій, поваги до влади і до релігійних цінностей. Цей напрям думки протистояв класичному лібералізму, який вимагав свободи особистості як у економічній, так і в соціальній сферах.
Поступово загальна консервативна ідеологія прийняла позицію економічних лібералів, і термін ліберальний консерватизм став просто консерватизмом. Це справедливо для країн, у яких ліберальна економіка є давньою традицією, як, наприклад, у США, а тому вважається консервативною цінністю. В інших країнах, таких як Італія чи Іспанія, в яких ліберальні консерватори були однією із основних політичних сил, терміни лібералізм та консерватизм можуть вважатися синонімами.
Інше значення терміна ліберальний консерватизм розвинулося в деяких країнах Європи. Це поєднання сучасних, менш традиціоналістичних, консервативних поглядів із соціальним лібералізмом. Такі погляди виникли як опозиція більш колективістським поглядам соціалізму. Часто такі погляди включають консервативні ідеї щодо економіки вільного ринку та віру в особисту відповідальність з ліберальними соціальними поглядами щодо прав людини, енвайронменталізму та підтримкою добробуту держави. Це філософія шведського прем'єр-міністра Фредріка Рейнфельдта. Ці погляди часто називають соціальним консерватизмом.

### Націонал-консерватизм
Національний консерватизм є варіантом консерватизму, що концентрується більше на національних інтересах, ніж стандартний консерватизм, а також на відстоюванні культурної та етнічної ідентичності, не бувши при цьому відверто націоналістичним і не підтримуючи вкрай правий підхід. Націонал-консерватизм пов'язаний з соціальним консерватизмом, і як такий може бути значною мірою орієнтованим на традиційну сімейну та соціальну стабільність. Багато національних консерваторів таким чином, є соціальними консерваторами.

### Соціал-консерватизм
Соціальний консерватизм є варіантом консерватизму, що поєднує у собі реалізацію соціальних функцій та збереження консервативних цінностей. Серед традиційних консервативних цінностей пріоритет віддається національній культурі, збереження вірності якій розглядається як необхідна умова суспільного прогресу. Прихильники цієї течії консерватизму вважають, що суспільство будується на мережі відносин, які потрібно підтримувати через обов'язок, цінності та усталені інститути. Соціальний консерватизм, як правило, скептично ставиться до соціальних змін і зберігає статус-кво щодо соціальних питань, таких як сімейне життя, сексуальні стосунки та патріотизм. Соціальні консерватори також цінують права релігійних установ брати участь у публічній сфері, підтримуючи, таким чином, протистояння атеїстичній державі.

### Інші типи консерватизму
Фіскальний консерватизм виступає за обережність у питаннях державних витрат та державного боргу.
Зеленим консерватизмом називають консервативні течії, які включили у свою політичну палітру питання збереження навколишнього середовища.

## Консервативні рухи у світі

### Сполучене королівство
Едмунд Берк вважається батьком консерватизму в англомовному світі, однак він був вігом, в той час як представників Консервативної партії називають торі. Партія торі була партією великих землевласників, які відстоювали інституцію монархії, англіканську церкву, родину й приватну власність. На початку промислової революції торі опиралися змінам, які, здавалося підривали основи вигідного для них ладу. У новій індустріальній еліті вбачали ворогів громадського порядку. У 1846 році Роберт Піл зумів примирити новий індустріальний клас із землевласниками-торі, схиливши останніх до підтримки відкликання зернового закону. Він створив нову політичну групу, яка ставила собі за мету збереження старого порядку, водночас приймаючи основи політики laissez-faire та вільної торгівлі. Ця нова коаліція стала Консервативною партією.
Бенджамін Дізраелі сформулював ідеологію нової партії. Як людина молода, він захоплювався романтизмом і медіавістикою й нещадно критикував індустріалізм. У своїх романах він змальовував Англію розділеною на дві нації, кожна з яких живе, не звертаючи увагу на іншу. Як і Карл Маркс він передбачав виникнення ворожого інституціям промислового пролетаріату. Вихід він бачив у поверненні до ідеалізованого в його творах корпоративного або органічного суспільства, в якому кожен мав би обов'язки стосовно інших людей чи груп. Консерватизм «єдиної нації» досі залишається сильною традицією в британській політиці. Чимало соціальних реформ, які проводили консервативні уряди, мали на меті такий ідеал.
Хоча Дізраелі номінально належав до Консервативної партії, він симпатизував деяким вимогам чартистів й ратував за союз між великими землевласниками та робітниками у боротьбі проти зростання впливу середнього класу. Він брав участь у заснуванні групи «Молода Англія», яка пропагувала ідею використання багатими своєї влади для захисту бідних від експлуатації. Перетворення Консервативної партії в сучасну масову організацію прискорилося із прийняттям концепції демократії торі, яку приписують Рендольфу Черчиллю.
Коаліція між лібералами й консерваторами під час Першої світової війни й ріст популярності Лейбористської партії призвели до розвалу лібералів у 1920-х роках XX століття. В повоєнну епоху консервативна партія часто йшла на поступки щодо соціальних вимог лівих сил. Почасти ці поступки робилися заради прагматичної мети — здобуття й збереження влади, почасти поступки були зумовлені початковими успіхами центрального планування й державної форми власності, що призвело до утворення певного консенсусу між політичними партіями. Така політика отримала назву батскелізму, оскільки кейнсіанські програми консерватора Раба Батлера й лейбориста Х'ю Гейтскела були майже аналогічними.
Проте в 1980-х, коли консерваторів очолювала Маргарет Тетчер, під впливом Кейта Джозефа ідеологія британських консерваторів сильно змінилася, й вони стали проводити політику більше орієнтовану на вільний ринок — проводилася приватизація державних підприємств. У критиків навіть виникало питання про те, чи політика Тетчер сумісна з традиційними консервативними поглядами, чи не схиляється вона більше до радикального класичного лібералізму. Тетчер називали радикалом у консервативній партії, її ідеологія ввжалася викликом усталеним інституціям і поглядам еліти.

### Сполучені Штати

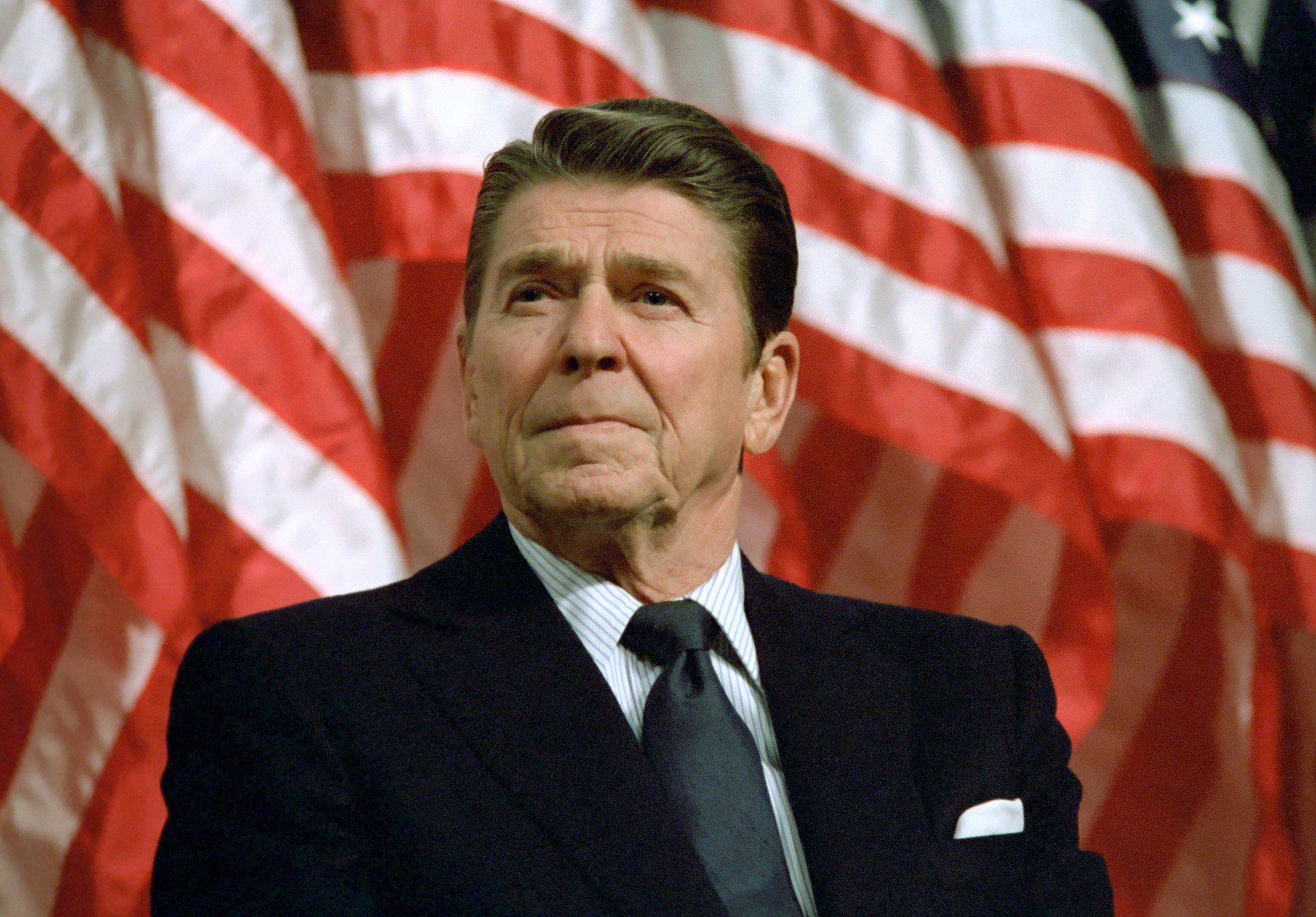
Президент Рональд Рейган у 1982

Значення слова консерватизм у Сполучених Штатах Америки має дуже мало схожого з тим, як воно вживається в інших країнах. «Те, що американці називають консерватизмом у світі називають лібералізмом або неолібералізмом». Після 1950-х консерватизм в США асоціюється головно з Республіканською партією. Однак, у часи расової сегрегації чимало демократів Півдня були консерваторами. Вони зіграли ключову роль у встановленні консервативної коаліції, що тримала під контролем внутрішню політику Конгресу з 1937 по 1963.
Головні пріоритети американського консерватизму включають підтримку традиції, права й порядку, християнства, антикомунізм та захист «західної цивілізації від загрози модерністської культури та тоталітарних урядів». Економічні консерватори та лібертаріанці ратують за невеликий уряд, низькі податки, обмежену регуляцію та вільне підприємництво. Деякі соціальні консерватори бачать загрозу традиційним суспільним цінностям з боку секуляризму, тож вони виступають за шкільні молитви, проти абортів та гомосексуальності. Неоконсерватори бажають розповсюдити американські ідеали на весь світ й сильно підтримують Ізраїль. Палеоконсерватори, виступаючи проти мультикультуралізму, вимагають обмеження імміграції. Більшість американських консерваторів віддають перевагу республіканцям перед демократами й більшість відстоює сильну зовнішню політику й сильну армію. Консервативний рух 1950-х намагався об'єднати різні течії, підкреслюючи потребу в єднанні, щоб завадити поширенню «безбожного комунізму», який Рейган згодом обізвав імперією зла. За часів адміністрації Рейгана консерватори підтримували так звану доктрину Рейгана, відповідно до якої США надавали військову та іншу допомогу повстанням проти урядів, ідентифікованих як комуністичні.
Серед інших засад сучасних консерваторів протистояння світовому уряду й опозиція не енвайронменталізму. Американські консерватори бажають загалом жорсткішої зовнішньої політики, ніж ліберали.
Останнім часом набрав силу рух Чаювання, заснований у 2009 році. Він зосередив у собі популістські консервативні ідеї. Рух ставить завдання суворого дотримання конституції, зниження податків й стоїть в опозиції до зростання ролі федерального уряду в охороні здоров'я. Вважається, що він відіграв ключову роль у захопленні республіканцями контролю над Палатою представників у 2010 році.

### Україна
Основним ідеологом українського консерватизму є В'ячеслав Липинський, український політичний діяч польського походження.

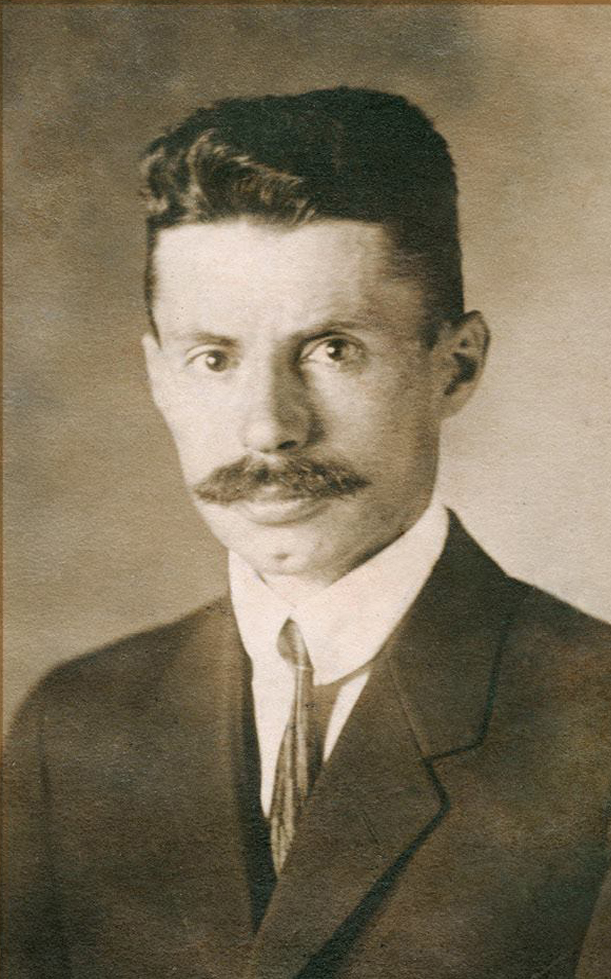
В'ячеслав Липинський, 1921

Особливістю і позитивним елементом національного консерватизму Липинського була ідея політичної інтеграції як засобу творення незалежної національної держави. Нація для нього — це всі громадяни держави. Націоналізм Липинського зводиться до того, що українці відрізняються від інших народів лише своєю політичною інтеграцією. Інтегровані на ґрунті етнокультури і національної самосвідомості, вони повинні згуртовувати всі народи в одне ціле. Поряд з цим важливою складовою його національного консерватизму можна вважати ставлення до ідеології, яку він виводить із народних традицій та звичаїв, зокрема з державного досвіду гетьмансько-козацьких часів, високої етичної культури хліборобської спільноти, вважаючи її рушійною силою національного відродження України.

### Австралія
Ліберальна партія Австралії притримується принципів соціального консерватизму та ліберального консерватизму. Вона ліберальна щодо економіки. Інші консервативні партії суть Національна партія Австралії, Партія родина понад усе, Демократична лейбористська партія Австралії, Партія мисливців, рибалок та фермерів, Австралійські консерватори та Австралійська партія Кеттера.
У другій за величиною партія в країні, Австралійській лейбористській партії домінує соціально консервативна фракція правих лейбористів. У 1980-х, коли Лейбористська партія була при владі, в Австралії відбулися значні економічні реформи. Як наслідок питання протекціонізму, реформи добробуту населення, приватизації та дерегуляції уже не обговорюється в політичному просторі до того ступеня, як у Європі й Америці. Мозер та Катрлі пояснюють: «в Америці ліберальний означає зліва від центру, й у консервативних політичних дебатах це слово вживається в зневажливому сенсі. В Австралії, звісно консерватори належать до Ліберальної партії».

### Франція
Історично консерватизм у Франції здебільшого відкидав Французьку революцію, підтримував католицьку церкву й реставрацію монархії. Монархісти ледь не перемогли в 1870-х, але потім усе втратили, посварившись на тому, хто має бути королем, і яким повинен бути національний прапор. У період між 1890 та 1910 зросло релігійне протистояння, однак воно пішло на спад заради єдності в умовах Першої світової війни. Крайня форма консерватизму була характерною для вішистського режиму 1940—1944. Для неї був властивий антисемітизм, неприйняття індивідуалізму, наголос на родинному житті й відстоювання національних інтересів в економіці.
Після Другої світової війни консерватори в Франції підтримували голлізм, мали націоналістичні переконання й наголошували на збереженні традицій, порядку та відновлення Франції. Щодо соціальних питань погляди голлістів різнилися. Число консервативних груп, їхня нестабільність й тенденція зосереджуватися на місцевих питаннях, роблять просту категоризацію неможливою. Консерватизм був значною політичною силою в Франції після Другої світової війни. На диво, післявоєнний французький консерватизм згуртувався навколо особи Шарля де Голля, тобто виходив не з традиційного монархістського французького консерватизму, а радше з бонопартизму. Традиції голлізму в Франції продовжують республіканці (раніше Союз за народний рух). Саме слово «консервативний» має у Франції образливе забарвлення.